# Carlo di Borbone-Due Sicilie
Carlo Maria Bernardo Gennaro di Borbone-Due Sicilie, in francese Charles Marie Bernard Gennaro de Bourbon des Deux-Siciles (Saint-Raphaël, 24 febbraio 1963), è un principe francese.
È uno dei due pretendenti al ruolo di capo della Real Casa Borbone-Due Sicilie e di conseguenza all'ex trono del regno delle Due Sicilie. Rappresentante del ramo cosiddetto italo-francese, disputa tali titoli a Pietro di Borbone-Due Sicilie, rappresentante del cosiddetto ramo italo-spagnolo.

## Biografia
Carlo di Borbone-Due Sicilie è nato a Saint-Raphaël in Francia, terzo figlio e unico maschio di Ferdinando e di sua moglie Chantal de Chevron-Villette. Gli furono imposti i nomi di Charles Marie Bernarde Gennaro e portò il titolo di duca di Noto fino al 1973, anno della morte del nonno Ranieri di Borbone-Due Sicilie e, successivamente, il titolo di duca di Calabria sino al 2008, anno della morte del padre, quando ne ereditò il titolo di Duca di Castro.
Ha studiato presso i Fratelli Maristi a Tolone, in Francia e presso il Collège Stanislas de Paris a Nizza; dopo l'università a Parigi ha lavorato per tre anni a New York per una ditta di pubbliche relazioni.
Nel 1998 ha sposato Camilla Crociani, figlia dell'ex presidente di Finmeccanica Camillo Crociani e dell'attrice Edy Vessel, con cui ha avuto due figlie. La famiglia vive tra Parigi, Roma e Monte Carlo.

## La disputa dinastica
Alla morte del padre nel 2008 è diventato pretendente al trono delle Due Sicilie del ramo francese, che disputa al ramo primogenito spagnolo rappresentato dal cugino Pietro di Borbone figlio di Carlo Maria di Borbone-Due Sicilie morto nel 2015.
Secondo i suoi sostenitori, con l'atto di Cannes Carlo Tancredi di Borbone-Due Sicilie avrebbe rinunciato alle pretese sulla successione al trono per sé e per i suoi figli (atto non necessario, vigendo la Prammatica di re Carlo III di Spagna del 1759, per divenire principe spagnolo e per poter sposare la principessa delle Asturie, allora erede solo presuntiva al trono, Maria de la Mercedes di Spagna), che sarebbero pertanto passate a Ranieri e Ferdinando Maria, nonno e padre di Carlo.
Viceversa, molti storici e legittimisti secondo il diritto (vigendo la Prammatica Sanzione), in virtù della cosiddetta "Primogenitura Farnesiana", riconoscono come legittimo Capo della Casa dei Borbone-Due Sicilie Pietro di Borbone-Due Sicilie, bisnipote del principe Carlo Tancredi.
La medesima posizione è quella di Juan Carlos di Spagna, cugino dei principi Borbone Due Sicilie, di Costantino di Grecia, di Simeone di Bulgaria, dopo la pronuncia unanime di una commissione di Stato che, avendo riconosciuto Carlo Maria di Borbone Due Sicilie e Parma (padre di Pietro di Borbone Due Sicilie) all'epoca come Capo della Casa, lo nominò Infante di Spagna e Cavaliere del Toson d'Oro.
Carlo di Borbone-Due Sicilie, che non ha discendenza maschile, rivendica il gran magistero dell'Ordine Costantiniano di San Giorgio, del Reale Ordine di San Ferdinando e del Merito, dell'Insigne e Reale Ordine di San Gennaro, del Reale e Militare Ordine di San Giorgio della Riunione e del Reale Ordine di Francesco I.
Il 25 gennaio 2014 fu firmato a Napoli un atto di riconciliazione tra i due rami della famiglia, che mette temporaneamente fine a 54 anni di dispute, nella quale i contendenti si sono riconosciuti i rispettivi titoli: a Carlo Maria è stato riconosciuto il titolo di duca di Calabria, mentre a Carlo quello di duca di Castro.
Dopo la morte di Carlos Maria nel 2015 il titolo dinastico di Duca di Calabria è passato a suo figlio Pietro di Borbone-Due Sicilie che ha quindi passato al suo primogenito maschio Giacomo il titolo di duca di Noto.
Il 14 maggio 2016 Carlo riaprì la disputa: non avendo figli maschi, per la prima volta nella storia del casato dei Borbone-Due Sicilie decise di non riconoscere la legge salica, richiamandosi al diritto europeo che proibisce la discriminazione tra uomini e donne.
La decisione fu contestata da Pietro di Borbone-Due Sicilie in quanto ritenuto illegittimo rispetto al codice legislativo dell'ex regno delle Due Sicilie e rispetto alle leggi ed alle tradizioni di famiglia.
Quello stesso giorno Carlo nominò la sua figlia primogenita Maria Carolina duchessa di Calabria (titolo però già riconosciuto a Pietro di Borbone Due Sicilie) e di Palermo.
A seguire, a settembre 2017 la figlia secondogenita Maria Chiara di Borbone assunse il titolo di duchessa di Noto (titolo però già riconosciuto a Giacomo di Borbone Due Sicilie).

## Supporto al Movimento Neoborbonico
Carlo di Borbone, duca di Castro, è considerato il legittimo capo della deposta Casa reale dei Borbone delle Due Sicilie dal Movimento Neoborbonico, fondato nel 1993 a Napoli dallo scrittore Riccardo Pazzaglia e dal professor Gennaro De Crescenzo. Carlo di Borbone condivide la rilettura della storia del Risorgimento proposta dai neoborbonici. Partecipa inoltre ai loro eventi pubblici, tra cui la tradizionale messa annuale in suffragio dell'ultimo sovrano della dinastia Francesco II.

## Discendenza
Ha sposato il 31 ottobre 1998 Camilla Crociani, da cui ha avuto due figlie:
- Maria-Carolina (Chantal Edoarda Beatrice Gennara), nata il 23 giugno 2003, duchessa di Palermo;
- Maria-Chiara (Amalia Carola Luisa Carmen), nata il 1º gennaio 2005, duchessa di Capri;

## Ascendenza
|                                           |                                          |                                                    | Genitori                                       |  |  | Nonni |  |  | Bisnonni                       |  |  | Trisnonni                       |  |
|                                           |                                          |                                                    |                                                |  |  |       |  |  | Alfonso di Borbone-Due Sicilie |  |  | Ferdinando II delle Due Sicilie |  |
|                                           |                                          |                                                    |                                                |  |  |       |  |  | Alfonso di Borbone-Due Sicilie |  |  | Ferdinando II delle Due Sicilie |  |
|                                           |                                          | Maria Teresa d'Asburgo-Teschen                     |                                                |  |  |       |  |  | Alfonso di Borbone-Due Sicilie |  |  |                                 |  |
| Ranieri di Borbone-Due Sicilie            |                                          |                                                    |                                                |  |  |       |  |  | Alfonso di Borbone-Due Sicilie |  |  |                                 |  |
|                                           |                                          | Maria Antonietta di Borbone-Due Sicilie            | Francesco di Borbone-Due Sicilie               |  |  |       |  |  |                                |  |  |                                 |  |
|                                           |                                          | Maria Antonietta di Borbone-Due Sicilie            | Francesco di Borbone-Due Sicilie               |  |  |       |  |  |                                |  |  |                                 |  |
|                                           |                                          | Maria Antonietta di Borbone-Due Sicilie            | Maria Isabella d'Asburgo-Lorena                |  |  |       |  |  |                                |  |  |                                 |  |
| Ferdinando di Borbone-Due Sicilie         |                                          | Maria Antonietta di Borbone-Due Sicilie            |                                                |  |  |       |  |  |                                |  |  |                                 |  |
|                                           |                                          | Conte Andrzej Przemysław Zamoyski                  | Conte Stanisław Kostka Andrzej Zamoyski        |  |  |       |  |  |                                |  |  |                                 |  |
|                                           |                                          | Conte Andrzej Przemysław Zamoyski                  | Conte Stanisław Kostka Andrzej Zamoyski        |  |  |       |  |  |                                |  |  |                                 |  |
|                                           |                                          | Conte Andrzej Przemysław Zamoyski                  | Contessa Maria Eva Potocka                     |  |  |       |  |  |                                |  |  |                                 |  |
| Contessa Maria Carolina Zamoyska          |                                          | Conte Andrzej Przemysław Zamoyski                  |                                                |  |  |       |  |  |                                |  |  |                                 |  |
|                                           |                                          | Maria Carolina di Borbone-Due Sicilie              | Francesco di Borbone-Due Sicilie               |  |  |       |  |  |                                |  |  |                                 |  |
|                                           |                                          | Maria Carolina di Borbone-Due Sicilie              | Francesco di Borbone-Due Sicilie               |  |  |       |  |  |                                |  |  |                                 |  |
|                                           |                                          | Maria Carolina di Borbone-Due Sicilie              | Maria Isabella d'Asburgo-Lorena                |  |  |       |  |  |                                |  |  |                                 |  |
| Carlo di Borbone-Due Sicilie              |                                          | Maria Carolina di Borbone-Due Sicilie              |                                                |  |  |       |  |  |                                |  |  |                                 |  |
|                                           | Conte Charles Albert de Chevron-Villette | Conte Theophile Victor de Chevron-Villette         |                                                |  |  |       |  |  |                                |  |  |                                 |  |
|                                           | Conte Charles Albert de Chevron-Villette | Conte Theophile Victor de Chevron-Villette         |                                                |  |  |       |  |  |                                |  |  |                                 |  |
|                                           | Conte Charles Albert de Chevron-Villette | Idalie dei Baroni de Pougny de Guillet de Monthoux |                                                |  |  |       |  |  |                                |  |  |                                 |  |
| Conte Joseph Pierre de Chevron-Villette   | Conte Charles Albert de Chevron-Villette |                                                    |                                                |  |  |       |  |  |                                |  |  |                                 |  |
|                                           |                                          | Louise Fromentin de Saint Charles                  | Henri Fromentin de Saint Charles               |  |  |       |  |  |                                |  |  |                                 |  |
|                                           |                                          | Louise Fromentin de Saint Charles                  | Henri Fromentin de Saint Charles               |  |  |       |  |  |                                |  |  |                                 |  |
|                                           |                                          | Louise Fromentin de Saint Charles                  | Clemence Marie Justine Delocre                 |  |  |       |  |  |                                |  |  |                                 |  |
| Chantal de Chevron-Villette               |                                          | Louise Fromentin de Saint Charles                  |                                                |  |  |       |  |  |                                |  |  |                                 |  |
|                                           |                                          | Marchese Alphonse Edouard de Colbert du Cannet     | Conte Edouard de Colbert du Cannet             |  |  |       |  |  |                                |  |  |                                 |  |
|                                           |                                          | Marchese Alphonse Edouard de Colbert du Cannet     | Conte Edouard de Colbert du Cannet             |  |  |       |  |  |                                |  |  |                                 |  |
|                                           |                                          | Marchese Alphonse Edouard de Colbert du Cannet     | Contessa Caroline de Colbert Turgis            |  |  |       |  |  |                                |  |  |                                 |  |
| Marie Marguerite Maxime de Colbert-Cannet |                                          | Marchese Alphonse Edouard de Colbert du Cannet     |                                                |  |  |       |  |  |                                |  |  |                                 |  |
|                                           |                                          | Anne Marie dei Baroni Brossier de La Roullière     | Barone André Stephane Brossier de La Roullière |  |  |       |  |  |                                |  |  |                                 |  |
|                                           |                                          | Anne Marie dei Baroni Brossier de La Roullière     | Barone André Stephane Brossier de La Roullière |  |  |       |  |  |                                |  |  |                                 |  |
|                                           |                                          | Anne Marie dei Baroni Brossier de La Roullière     | Louise Bayon de Liberta                        |  |  |       |  |  |                                |  |  |                                 |  |
|                                           |                                          | Anne Marie dei Baroni Brossier de La Roullière     |                                                |  |  |       |  |  |                                |  |  |                                 |  |